# Kommunale Selbstverwaltung
Als kommunale Selbstverwaltung wird die Selbstverwaltung der Verwaltungseinheiten der Kommunalebene bezeichnet, also der politischen Gemeinden, der Städte, von Gemeindeverbänden, allfällig den übergeordneten lokalen Verwaltungsinstanzen oder anderer kommunal geprägter Verwaltungsträger. Dies geschieht beispielsweise durch den Status einer Gebietskörperschaft.
Innerhalb Europas haben sich die Staaten in der Europäischen Charta der kommunalen Selbstverwaltung 1985 verpflichtet, eine kommunale Souveränität zu gewährleisten.
Die kommunale Selbstverwaltung in Deutschland hat durch die Selbstverwaltungsgarantie in Art. 28 Abs. 2 Satz 1 Grundgesetz Verfassungsrang. Ihre Ausgestaltung ist in den jeweiligen Gemeindeordnungen bzw. Kommunalverfassungen der Länder geregelt.
In Österreich, wo es nur eine Gebietskörperschaftsebene unterhalb der Länder gibt, wird speziell von Gemeindeselbstverwaltung gesprochen.
Kommunalabgaben sind öffentliche Abgaben, die eine Körperschaft der Kommunalebene von den in ihrem Verwaltungsgebiet ansässigen natürlichen Personen oder Unternehmen fordern kann, und die ihr zufließen (Erhebungshoheit und Ertragshoheit). Kommunalabgaben ist dabei ein Oberbegriff für kommunale Steuern, Gebühren, Beiträge und ähnliche Abgaben anderer Art. Diese Einkünfte sind im Allgemeinen meist speziell der selbstverwalteten Durchführung der diesen Körperschaften zugeteilten Aufgabenbereiche gewidmet (sofern sie nicht irgendwelchen Ausgleichsmaßnahmen innerhalb der kommunalen oder mit höheren Ebenen zukommen). Zur näheren Ausgestaltung haben beispielsweise in Deutschland die Länder jeweils Kommunalabgabengesetze (KAG) erlassen.

## Beispiele
Beispiele für kommunale Selbstverwaltungen sind:
- Stadtverwaltung München
- Stadtverwaltung Stuttgart